# Cove (Utah)
Cove statisztikai település az USA Utah államában, Cache megyében. Lakosainak száma 494 fő (2020. április 1.).

## Népesség
A település népességének változása:

| 2010 | 460 |
| 2020 | 494 |